# Salada de batata

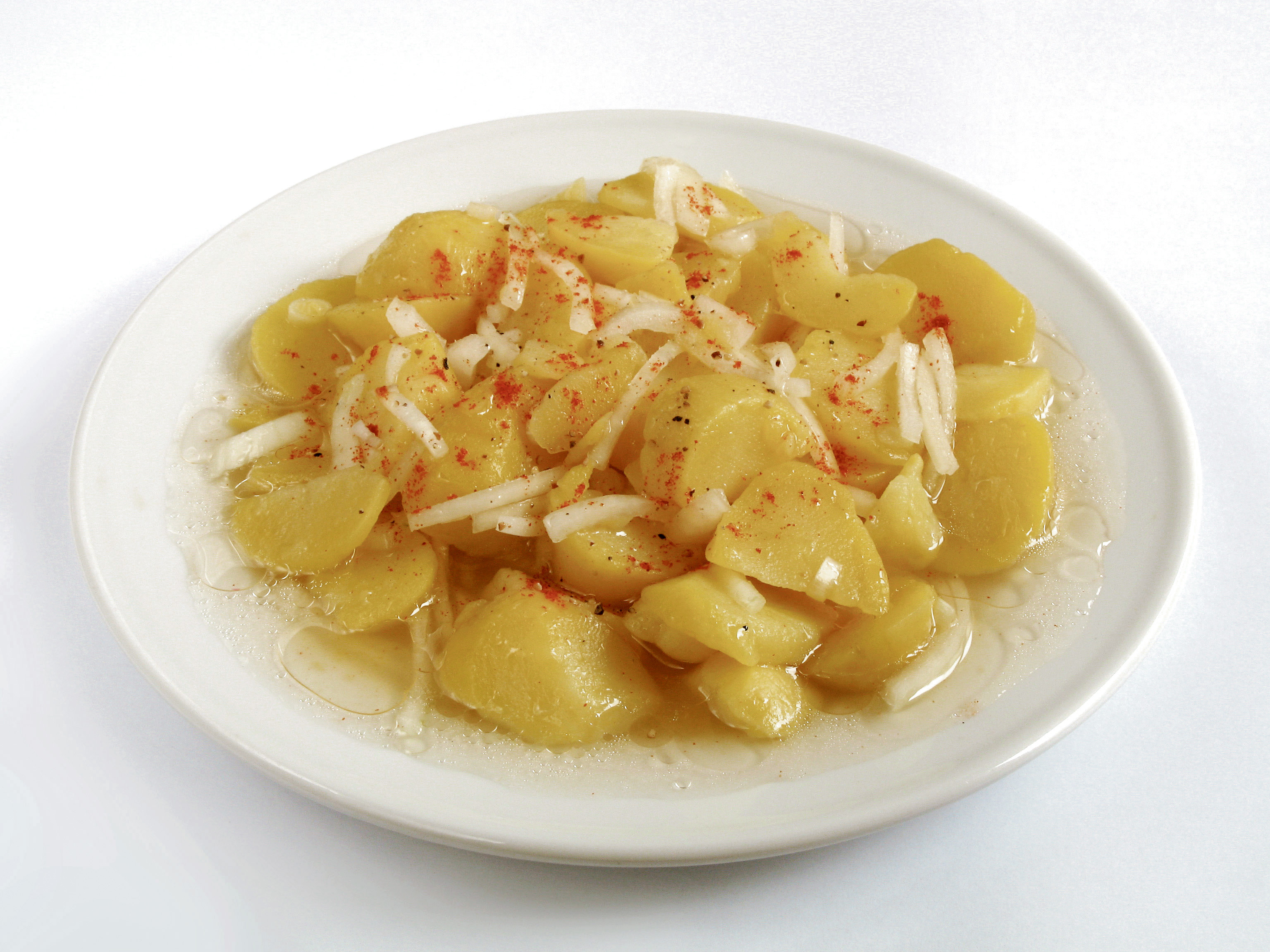
Kartoffelsalat com vinagre e óleo vegetal.

A salada de batata ("Kartoffelsalat" na Alemanha ou "Erdäpfelsalat", na Áustria) é um dos acompanhamentos mais populares em vários países. É uma salada composta por batatas cozidas, acompanhadas por diversos ingredientes. Possui denominações diferentes, dependendo da zona onde se consuma ou confeccione. Por exemplo, na região do Ruhr, denomina-se Erpelschlut. A tradução do nome em Alemão Kartoffelsalat significa literalmente "salada de batata".
Na França existem diversas receitas dependendo da região. Na Alsácia e na Lorena, as saladas de batata são preparadas de forma semelhante à versão alemã. Na Normandia, a salada cauchoise é uma salada de batata onde se juntam agrião e aipo com um pouco de crème fraiche.

## Composição

### Batatas
A preparação da salada começa pela cozedura das batatas (na Alemanha, existem diversas variedades, como por exemplo Bamberger Hörnchen, Cilena, Hansa, Laura, Kipfler ou Sieglinde). As variedades mais adequadas são as que mantêm a forma após a cozedura, não se desfazendo. Na cozinha alemã, estas são designadas por festkochend, podendo ser misturadas com outros ingredientes sem perderem a forma. 
As batatas podem ser cortadas em rodelas e cozidas em seguida. Existem variedades que se cozem com pele, sendo descascadas em seguida.

## Preparação

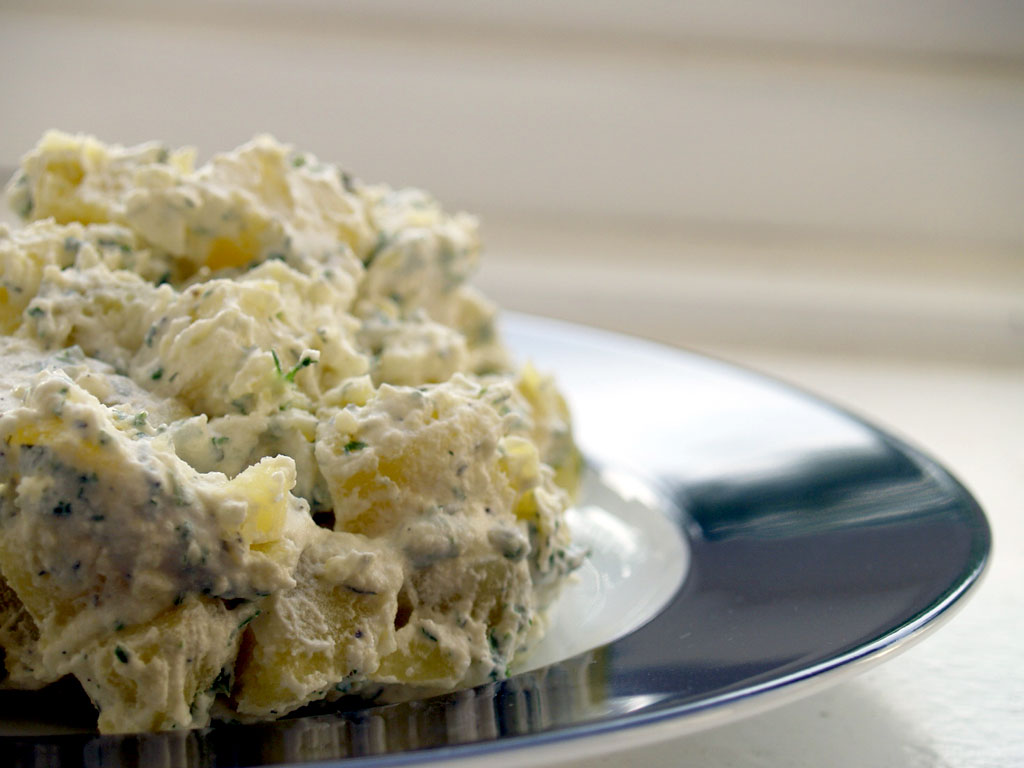
Kartoffelsalat com maionese.

A preparação e os ingredientes da salada de batatas varia consideravelmente entre regiões, apesar de se manter a batata como ingrediente principal. Não existe uma receita única que unifique a confecção, mas pode dizer-se que existem dois tipos de variantes: "com vinagre e óleo vegetal" e "com maionese".

### Com vinagre e óleo vegetal
As batatas cozidas simples, sem maionese, podem encontrar-se nas saladas do sul da Alemanha, da Áustria e até da Croácia. Estas variantes são preparadas com uma espécie de molho vinagrete, à base de uma mistura de vinagre e óleo vegetal. Adicionam-se cebolas picadas, tiras de toucinho e cubos de pepino. O molho vinagrete é vertido sobre as batatas logo após estas acabarem de cozer. A salada pode ser consumida quente ou fria, conforme o gosto.
Numa parte da região austríaca da Estíria, é possível encontrar erdäpfelsalat confeccionada com óleo de semente de abóbora.

### Com maionese
Nas restantes regiões da Alemanha, é possível encontrar a salada de batata confeccionada com maionese. Também é possível usar iogurte ou natas. A salada com maionese pode normalmente ser também composta por pepino de conserva cortado em pequenos pedaços, maçã e pedacinhos de ovo cozido. É possível adicionar ainda restos de carne assada, arenque, salsichas e ervas aromáticas, como por exemplo o endro.

## Utilização
A salada kartoffelsalat é um acompanhamento bastante versátil, para diversos pratos. Existem numerosas receitas familiares antigas, que foram usadas durante muitos anos e passadas de geração em geração. Alimentos tão distintos como salsichas, costeletas ou peixe assado são acompanhados frequentemente por kartoffelsalat. É também um acompanhamento clássico do prato austríaco Wiener Schnitzel. É ainda uma salada popular para festas. Em casa de muitas famílias alemãs, é comum consumir a salada de batata na ceia da véspera de Natal, com salsicha bratwurst.
1. ↑  «Salade cauchoise - Recettes - Cuisine française». www.cuisinealafrancaise.com. Consultado em 28 de junho de 2024